# CCM Motorcycles

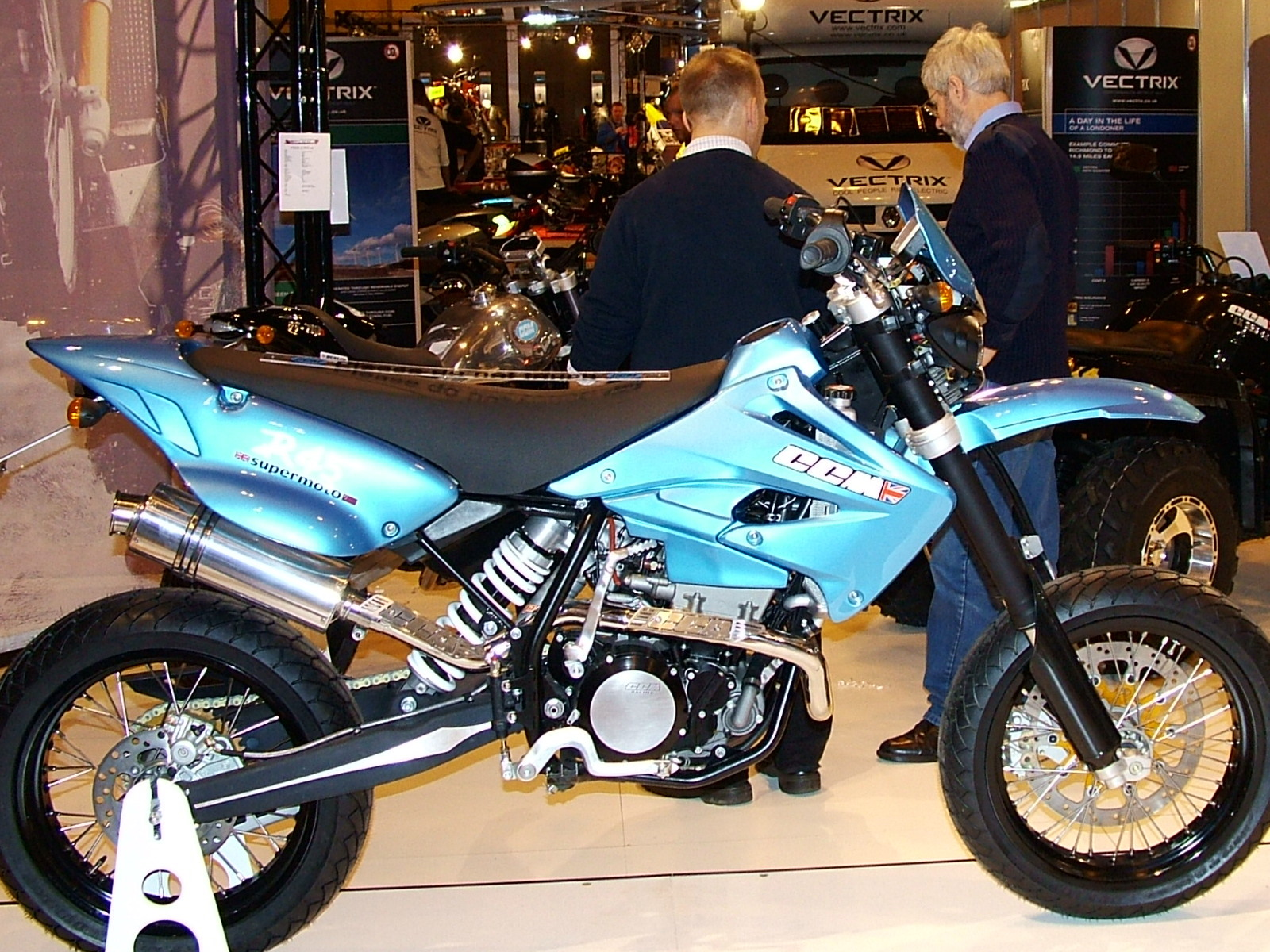
CCM R45

CCM Motorcycles (Clews Competition Motorcycles) ist ein englischer Motorrad-Hersteller von Supermoto-, Enduro- und Moto-Cross-Motorrädern.
Die Firma wurde 1971 von Alan Clews mit dem Ziel gegründet leichte, leistungsfähige Sportmotorräder zu konstruieren. Schon immer bestand das Prinzip darin, um Motoren von Fremdherstellern (früher BSA, heute Rotax und Suzuki) eigene Rahmen mit hochwertigen Fahrwerkskomponenten zu entwickeln.
Alan Clews starb am 28. Mai 2018 im Alter von 80 Jahren.
Im September 2021 beteiligte sich die Investmentfirma Pitalia Capital an CCM.

## Motorräder
- R30 (Rotax 600ccm-Motor, später Motor der Suzuki Freewind)
- 404 DS (Motor der Suzuki DRZ400)
- 644 DS (Motor der Suzuki Freewind)
- FT35 (Motor der Suzuki DRZ400)
- GP450 Adventure